# روابي

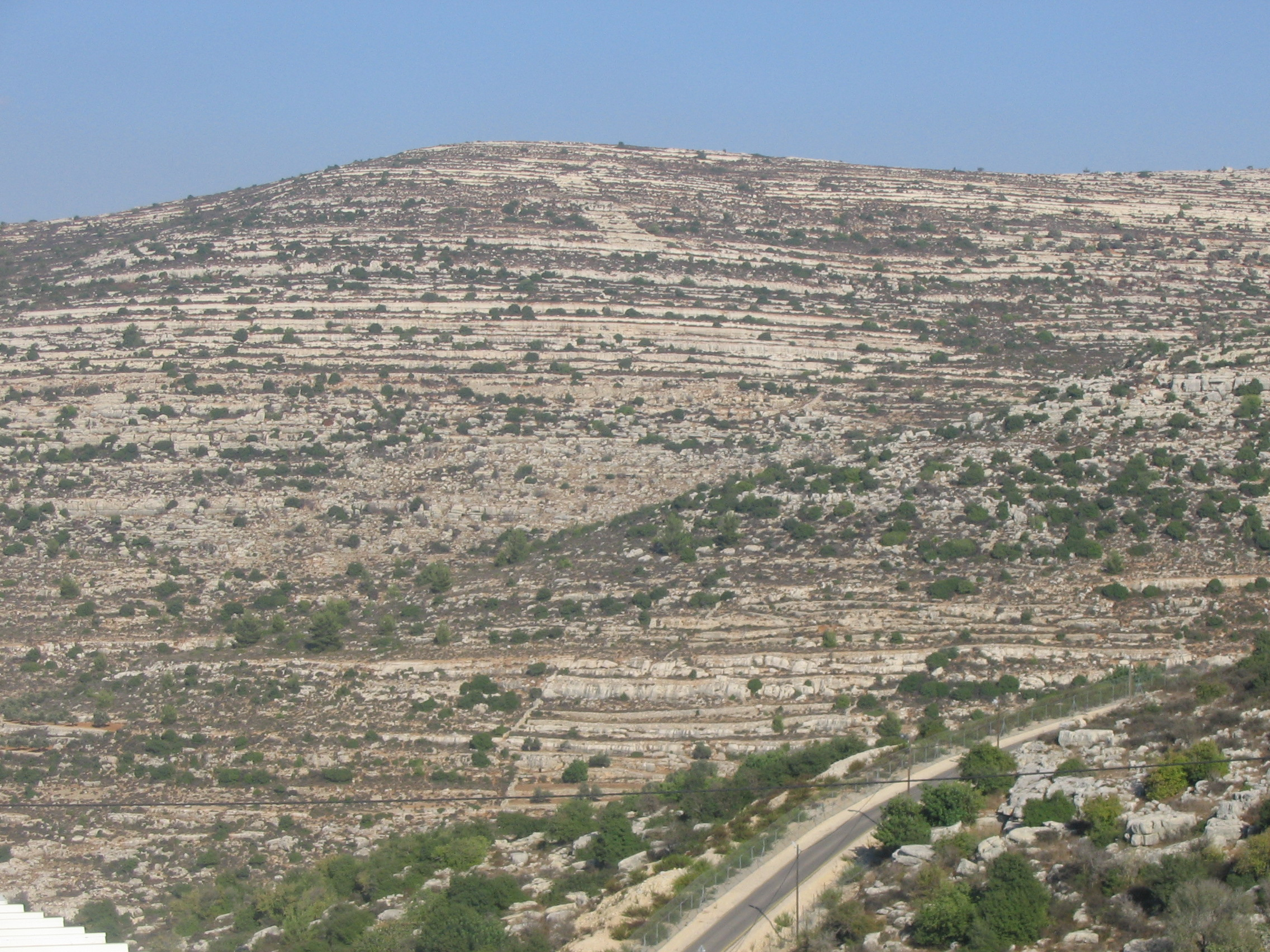
موقع روابي

روابي مدينة فلسطينية نموذجية، وهي أكبر مشروع أطلقه القطاع الخاص في فلسطين، حيث جرى تصميم هذا المشروع وفق تخطيط حضري وتصميم هندسي واكب أحدث ما توصل إليه فن العمارة والممارسات البيئية المستدامة. وستبلغ الكلفة الإجمالية لمدينة روابي أكثر من 850 مليون دولار أمريكي.
روابي، هي أكبر مشروع عمراني أطلقه القطاع لخاص في فلسطين، لبناء مدينة جديدة تتيح إمكانية امتلاك منزل العمر لشريحة عريضة من المجتمع المحلي. تمتاز روابي بمرافقها التجارية والثقافية والصحية والتعليمية التي ستجعل منها مقصداً لجميع الفلسطينيين، حيث ستوفر البنية التحتية المتطورة للمدينة كافة وسائل الراحة المتاحة لساكنيها وزائريها، ضمن منظومة متكاملة من أرقى أنماط السكن والعمل والحياة.
روابي هي أول مدينة فلسطينية يتم تصميمها وفق مخطط تنظيمي هيكلي، يواكب أحدث ما توصل إليه فن العمارة وفق تخطيط حضري ينسجم مع الممارسات البيئية المستدامة.هذا التخطيط أهلها لتكون ليس فقط مدينة سكنية، بل سطر للقيم الحياتية التي تميز المجتمع الفلسطيني، لتجمع بين التقدم العمراني والطابع الثقافي وكافة متطلبات الحياة الحضارية.
مركز مدينة روابي منارة تعكس التطور الحاضر وتصله بالماضي العريق، هي القلب النابض للمدينة الذكية والذي يوفر خيارات عديدة من المكاتب والمحلات التجارية التي تتمتع بالتقنية العالمية والتصميم الفريد، ضمن منظومة عصرية من الإمكانات والمقومات التي توفرها البنية التحتية المتقدمة في المدينة وموقعها الاستراتيجي وسط المدن الفلسطينية، ليكون مركز المدينة وجهة لأصحاب الأعمال والاستثمارات المحلية والعالمية، ويساهم في النهوض بالاقتصاد الفلسطيني.
وسيحفل مركز المدينة بالعديد من المعالم المعمارية الفريدة التي لم تشهد فلسطين لها مثيلاً من قبل، والتي تحتوي العديد من المطاعم والمقاهي، والفنادق، ودور السينما ومركز تسوق شامل وغيرها العديد من المرافق الثقافية والترفيهية. ليكون عنواناً اقتصادياً وثقافياً جديداً.
تضم الحدود التنظيمية لبلدية مدينة روابي 6,300,000 متر مربع من الأراضي، وتطل مرتفعات المدينة على مشهدٍ خلاب لساحل البحر الأبيض المتوسط غرباً وعلى الجبال والتلال المحيطة شرقاً، فيما تتوسط روابي الطريق بين مدينتي سلفيت و رام الله حيث تقع على بعد 7 كيلو من مدينة سلفيت و 9 كيلو من مدينة رام الله و بشكل أكبر تقع بين مدينتي نابلس و القدس حيث تقع على بعد 25 كم شمال مدينة القدس و25كم جنوب مدينة نابلس، وتقع على بعد9 كيلومترات إلى الشمال من مدينة رامالله.
تقوم إستراتيجية المدينة على توفير فرص عمل في قطاعات رائدة أهمها تكنولوجيا المعلومات والاتصالات والصناعات المعتمدة على هذا القطاع كالإعلام والترفيه، والتعليم، والرعاية الصحية، والطاقة المتجددة. ومن المتوقع أن تخلق هذه القطاعات 3000 - 5000 فرصة عمل دائمة، مما سيساهم في بناء اقتصاد مستدام في المدينة والذي من شأنه أن يدفع عجلة التقدم في فلسطين.

## الموقع
<<تضم الحدود التنظيمية لمدينة روابي 6,300,000 متر مربع من الأراضي التي تقع غالبيتها في المنطقة (أ) الخاضعة لسيطرة السلطة الوطنية الفلسطينية حسب إتفاقية أوسلو، تبعد عن العاصمة الأردنية عمان نحو 70 كم شرقاً، فيما تتوسط روابي الطريق بين مدينتي القدس ونابلس حيث تقع على بعد 25 كيلومتر شمال مدينة القدس و25 كيلومتر جنوب مدينة نابلس، وتقع روابي على بعد 9 كيلومترات إلى الشمال من مدينة رام الله ونحو 3.5 كم شمال بيرزيت.>> نقاش الحذف

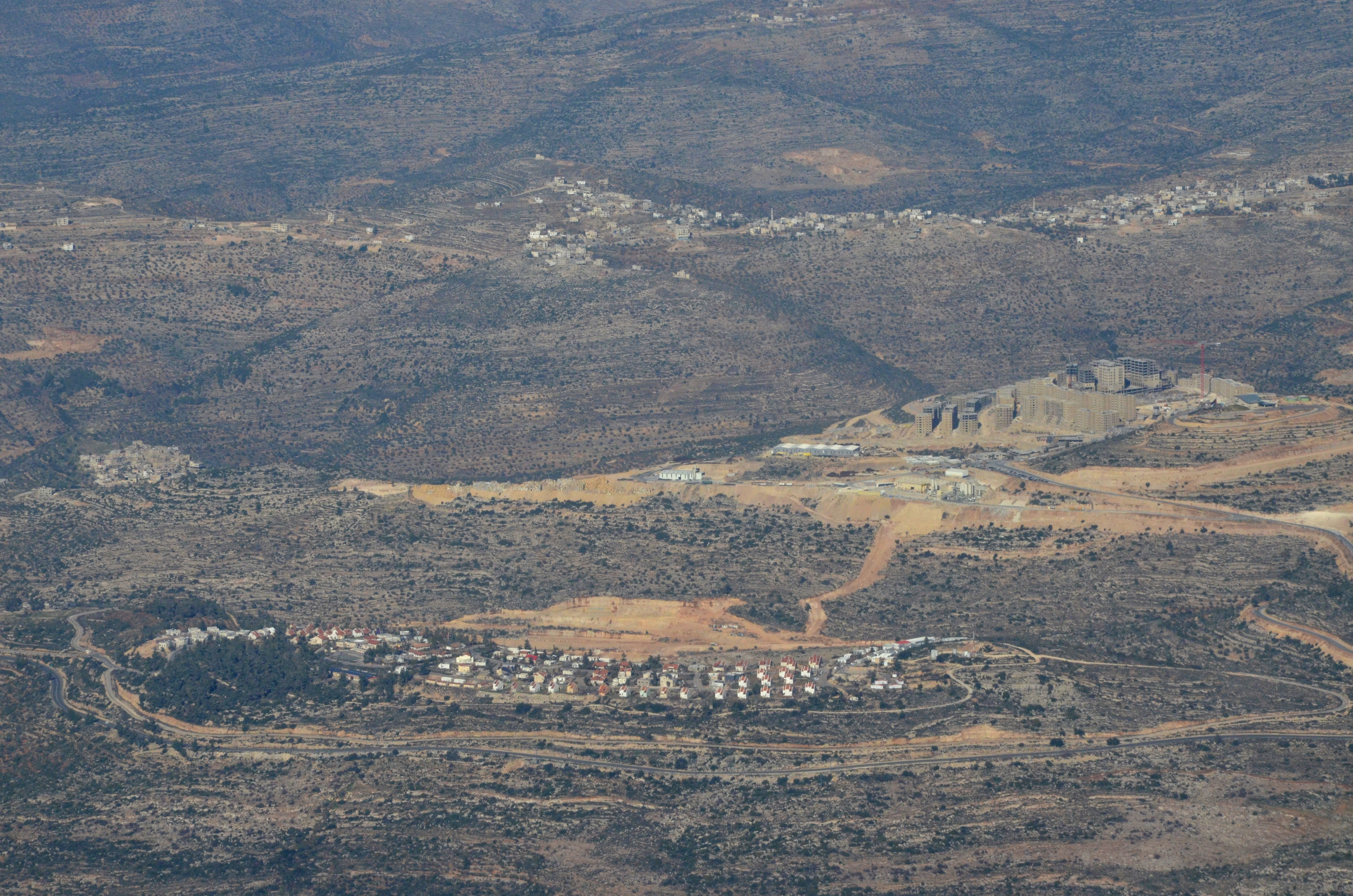
صورة جوية لمدينة روابي تظهر خلف مستوطنة عطيرت الإسرائيلية وفي الأفق قرية عبوين.

تضم الحدود التنظيمية لبلدية مدينة روابي 6,300,000 متر مربع من الأراضي، وتطل مرتفعات المدينة على مشهدٍ خلاب لساحل البحر الأبيض المتوسط غرباً وعلى الجبال والتلال المحيطة شرقاً، فيما تتوسط روابي الطريق بين مدينتي القدس ونابلس حيث تقع على بعد 25 كم شمال مدينة القدس و25كم جنوب مدينة نابلس، وتقع على بعد9 كيلومترات إلى الشمال من مدينة رام الله.
وستضم مدينة روابي 23 حياً سكنياً تحتوي على ما يزيد عن 5,000 وحدة سكنية بتصاميم مختلفة، وتتميز أحياء روابي باكتمال مرافقها الخدماتية الأساسية، حيث يوفر كل حي من هذه الأحياء لساكنيه وضيوفهم مواقف للسيارات، ساحات وممرات مرصوفة بالحجارة للمشاة، محلات تجارية قريبة توفر الاحتياجات الأساسية للأسرة، إضافةً إلى مساحات خضراء ومناطق للعب لكافة أفراد العائلة. وستستوعب المدينة بمراحلها الأولى ما يقارب 25,000 نسمة، في حين سيصل عدد سكانها عند اكتمال البناء في حدودها التنظيمية إلى 40,000 نسمة.

## المخطط الهيكلي

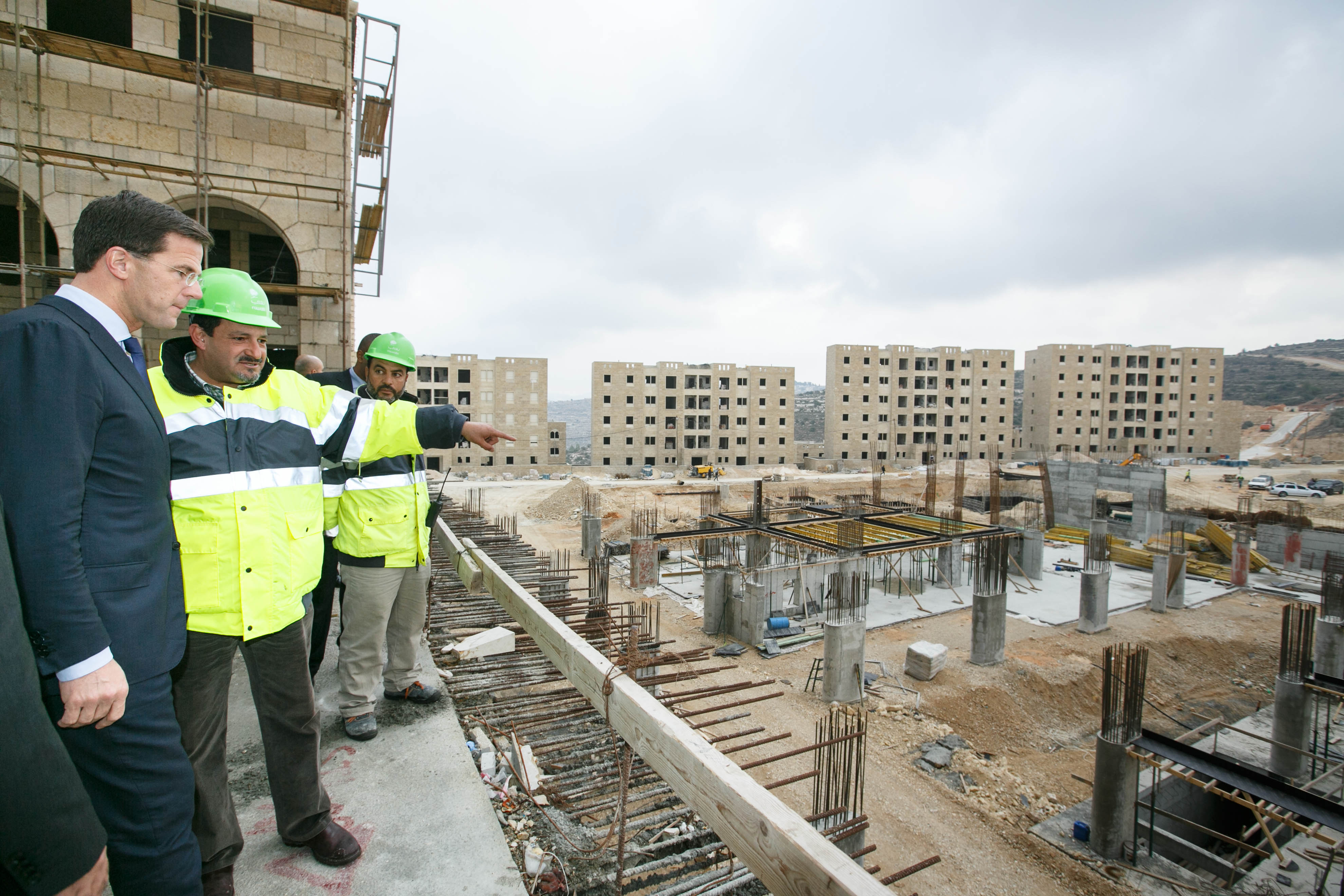
مارك روته في زيارة لمدينة روابي في كانون أول 2013

صممت مدينة روابي وفق مخطط هيكلي يعتبر بمثابة خارطة مستقبلية تضمن الازدهار والاستدامة للمدينة حيث قام بإعداد هذا المخطط خبراء عالميين من شركة AECOM العالمية  ذات الخبرة الواسعة في مجال تخطيط المدن وخبراء فلسطينيين من جامعتي النجاح الوطنية   وبيرزيت ، بالإضافة إلى الطاقم الفني من شركة الديار القطرية و شركة بيتي للاستثمار العقاري وشركات فلسطينية أخرى.
ستضم مدينة روابي 23 حياً سكنياً تشتمل على 5,000 وحدة سكنية سيتم بناؤها وفق تسعة تصاميم مختلفة، كما ستضم المدينة مركزاً تجارياً وفندقاً وقاعةً للمؤتمرات ومدارس خاصة وحكومية، إضافة إلى مرافق طبية ومساجد وكنيسة ومتنزهات خضراء. فيما سيبلغ عدد سكان مدينة روابي 25,000 نسمة عند اكتمال مراحل البناء الأولى بينما سيصل عدد سكانها إلى 40,000 نسمة لدى اكتمال البناء في الحدود التنظيمية لمدينة روابي.
ستوفر مدينة روابي ما يتراوح من 8,000 إلى 10,000 فرصة عمل خلال مراحل البناء الأولى، بينما ستوفر بعد اكتمال بنائها من 3,000 إلى 5,000 فرصة عمل دائمة في قطاعي الخدمات وتكنولوجيا المعلومات وبعض الصناعات التي تعتمد بشكل أساسي على قطاع الاتصالات وتكنولوجيا المعلومات، وهي القطاعات التي حددتها خطة التنمية الاقتصادية للمدينة كأهم القطاعات الواعدة التي ستضمن ازدهار واستدامة روابي.
ومن أجل ضمان التنمية المستدامة لمدينة روابي، والحفاظ عليها كمقصدٍ لجميع الفلسطينيين وصرحٍ لتبادل الثقافات والخبرات، ومكانٍ صحيٍ وبيئيٍ نظيف، ومصدرٍ للكفاءات الفلسطينية والعمالة الماهرة ونموذجٍ يحتذى به مستقبلاً، تم إنشاء مؤسسة روابي التي ستعنى بتشجيع وتنسيق كافة البرامج والمبادرات الهادفة لنجاح المدينة واستدامتها وبالتالي ازدهارها على المدى البعيد. وسترتكز مجالات عمل مؤسسة روابي على أربعة ركائز أساسية تتمثل بالتنمية الاقتصادية، والبيئة والتعليم والثقافة والفنون.

## الشركاء
شركة بيتي للاستثمار العقاري، الشركة المطورة لمدينة روابي، هي ثمرة شراكة إستراتيجية بين شركة الديار القطرية المملوكة بالكامل لهيئة الاستثمار القطرية و مسار العالمية  التي تتخذ من مدينة رام الله مقراً لها، وهما شركتان رائدتان في مجال الاستثمار والتطوير العقاري، وتتمتعان بخبرة واسعة ومعرفة تامة في الأسواق الإقليمية والعالمية ، وعبر هذه الشراكة ستطور بيتي مدينة روابي، أول مدينة فلسطينية نموذجية.

## وصلات خارجية
روابي (شركة بيتي للاستثمارالعقاري)